# IFSC 클라이밍 월드컵

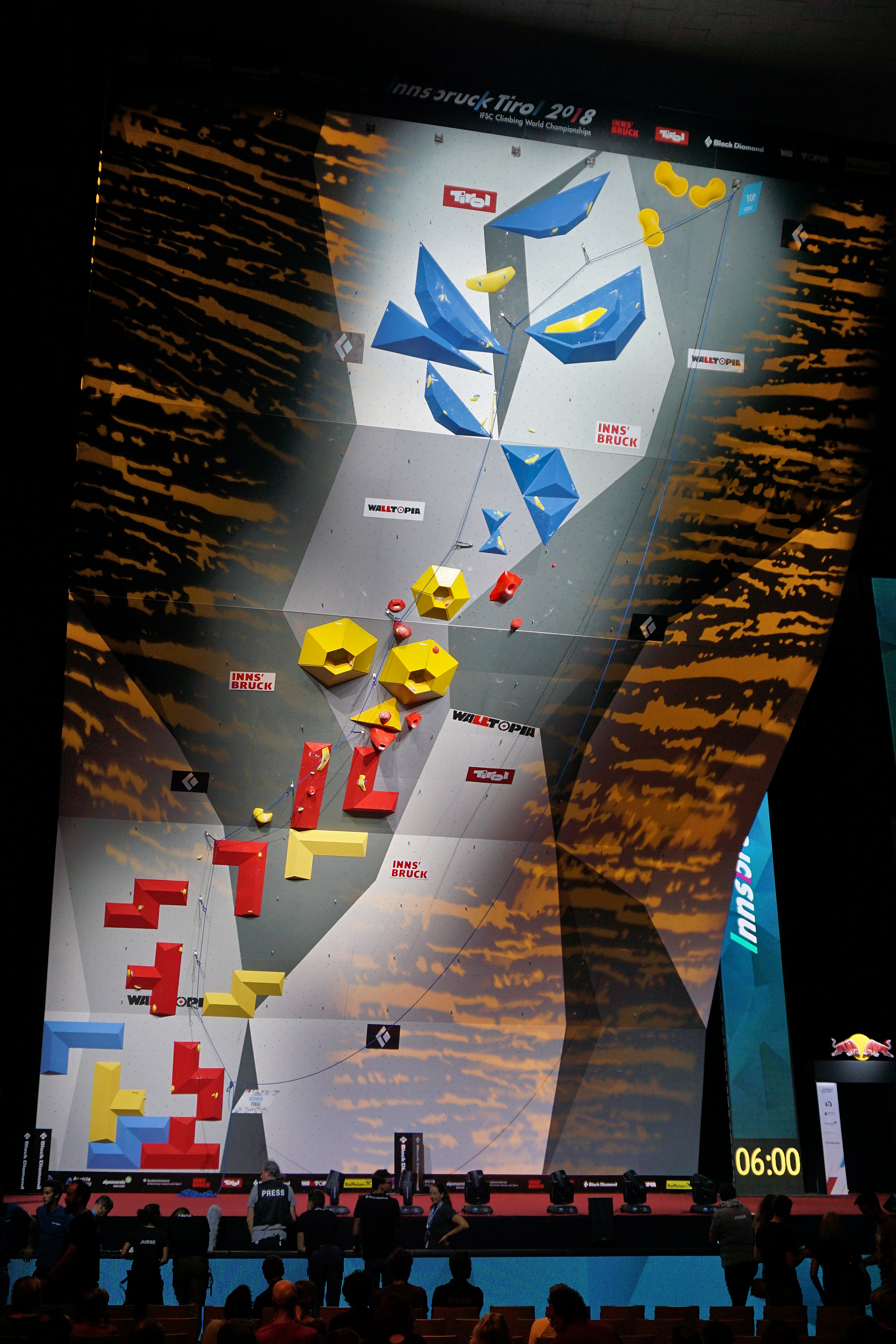

IFSC 클라이밍 월드컵(IFSC Climbing World Championships) 은 국제 클라이밍연맹(IFSC)이 조직한 매 2년마다 열리는 세계 암벽등반 대회이다. 남여 선수들은 리드 , 볼더링 및 스피드의 세 가지 분야에서 경쟁 한다. 대회의 수와 장소는 해마다 다릅니다. 첫 번째 월드컵은 1989년에 개최되었으며 리드 등반 경기만 포함되었다. 스피드 클라이밍은 1998년에, 볼더링은 1999년에 도입되었다. 첫 번째 행사는 1991년 프랑크푸르트에서 조직되었다

## 같이 보기
- 스포츠클라이밍
- 서채현